# Donald J. Kessler
Donald, auch Don, J. Kessler (* 1940) ist ein US-amerikanischer Astronom.

## Leben
Don Kessler wuchs in Texas auf und ging nach der High School zur Army. Dort diente er im Air Defence Command. 1962 ging er an die University of Houston um Physik zu studieren.
Kessler war als Mitarbeiter der NASA, für die er als Senior Scientist for Orbital Debris Research bis zu seinem Ruhestand 1996 arbeitete, in den Vereinigten Staaten tätig. Unter anderem war er beim Johnson Space Center in Houston, Texas beschäftigt. Kessler untersuchte Ende der 1970er Jahre die Risiken von Weltraummüll im Kontekt weltraumgestützter Solarenergie und ist Namensgeber des Kessler-Syndroms. Er lebt in Asheville, North Carolina.

## Werke (Auswahl)
- gemeinsam mit Robert L. Patterson: Determination of Design Meteoroid Mass for a Sporadic and Stream Meteoroid Environment. NASA Technical Note, TN D-2828, 1965.
- A Guide to Using Meteoroid-environment Models for Experiment and Spacecraft Design Applications. NASA Technical Note, TN D-6596, März 1972.
- 1978: Collision Frequency of Artificial Satellites: The Creation of a Debris Belt
- gemeinsam mit Robert C. Reynolds und Philipp Anz-Meador: Orbital Debris Environment for Spacecraft Designed to Operate in Low Earth Orbit. NASA Technical Memorandum 100 471, April 1989.

## Preise und Auszeichnungen (Auswahl)
- 2010: Dirk Brower Award